# Penetanguishene
Penetanguishene är en ort i Kanada.   Den ligger i provinsen Ontario, i den sydöstra delen av landet, 300 km väster om huvudstaden Ottawa. Penetanguishene ligger 243 meter över havet och antalet invånare är 9 111. Den ligger vid sjön St. Andrews Lake.
Terrängen runt Penetanguishene är platt.Närmaste större samhälle är Midland, 4,5 km sydost om Penetanguishene. 
Runt Penetanguishene är det tätbefolkat, med 331 invånare per kvadratkilometer.